# Qezlar (ort i Ardabil)
Qezlar (persiska: كاظم آباد, Kāz̧emābād, قزلر, قوزلوجی) är en ort i Iran.   Den ligger i provinsen Ardabil, i den nordvästra delen av landet, 500 km nordväst om huvudstaden Teheran. Qezlar ligger 1 498 meter över havet och antalet invånare är 199.
Terrängen runt Qezlar är kuperad norrut, men söderut är den bergig. Runt Qezlar är det ganska glesbefolkat, med 42 invånare per kvadratkilometer. Närmaste större samhälle är Andazaq, 14,9 km öster om Qezlar. Trakten runt Qezlar består i huvudsak av gräsmarker.